# Altrippe
Pour l’article ayant un titre homophone, voir Altrip.
Altrippe (en allemand Altrip) est une commune française située dans le département de la Moselle et le bassin de vie de la Moselle-est, en région Grand Est.

## Géographie

### Communes limitrophes
|             | Maxstadt | Hoste     |
| Laning      | Altrippe | Leyviller |
| Frémestroff | Hellimer |           |

### Hameaux
Écarts et lieux-dits : Herrenwald.

### Hydrographie
La commune est située dans le bassin versant du Rhin au sein du bassin Rhin-Meuse. Elle est drainée par le ruisseau le Buschbach et le ruisseau le Schnappbach.
Le Buschbach, d'une longueur totale de 15,3 km, prend sa source dans la commune  et se jette  dans l'Albe en limite de Kappelkinger et de Nelling, après avoir traversé huit communes.

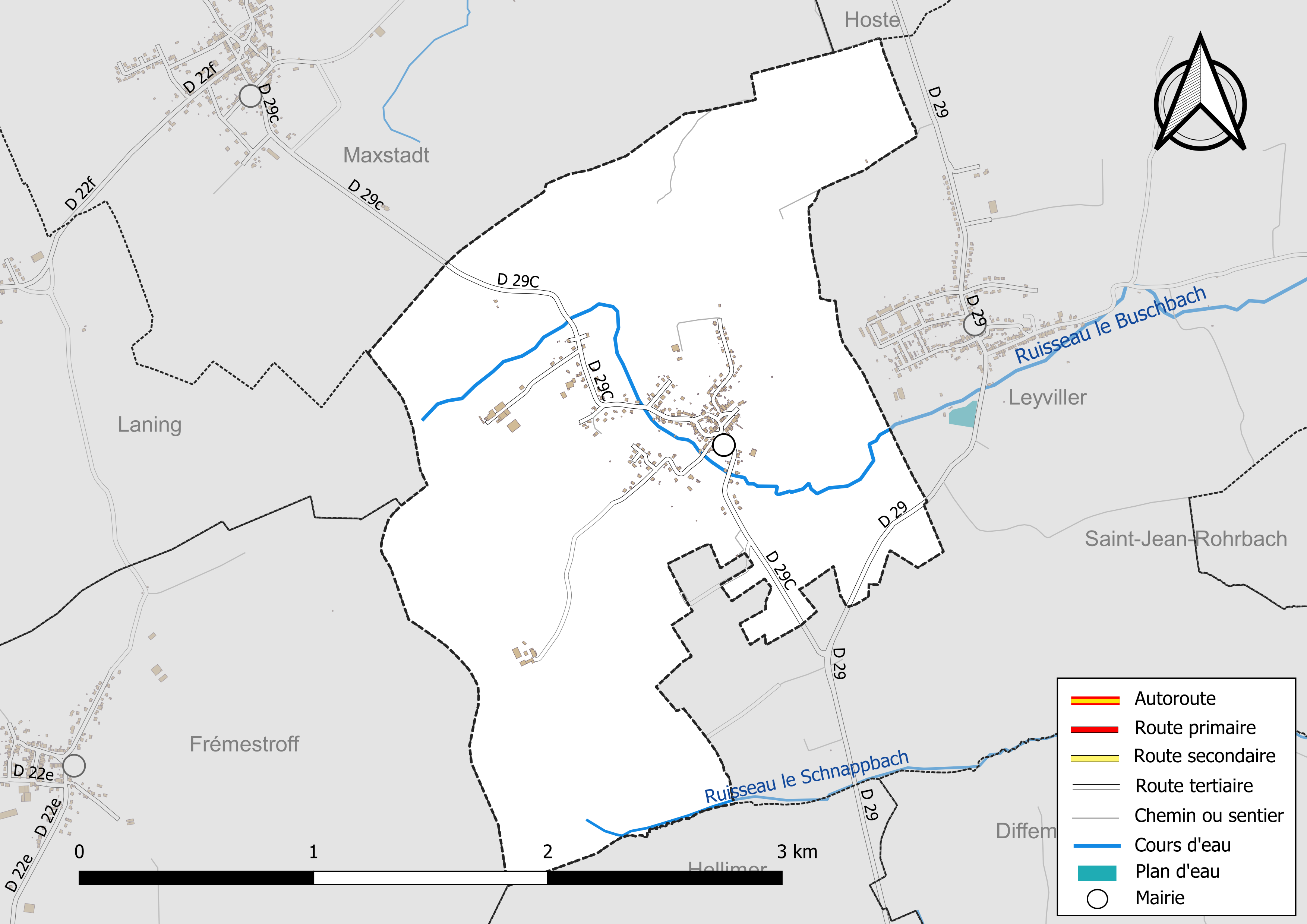
Réseaux hydrographique et routier d'Altrippe.

La qualité des eaux des principaux cours d’eau de la commune, notamment du ruisseau le Buschbach, peut être consultée sur un site spécial géré par les agences de l’eau et l’Agence française pour la biodiversité.

### Climat
Pour des articles plus généraux, voir Climat du Grand Est et Climat de la Moselle.
En 2010, le climat de la commune est de type climat des marges montargnardes, selon une étude du Centre national de la recherche scientifique s'appuyant sur une série de données couvrant la période 1971-2000. En 2020, Météo-France publie une typologie des climats de la France métropolitaine dans laquelle la commune est exposée à un climat semi-continental et est dans la région climatique Lorraine, plateau de Langres, Morvan, caractérisée par un hiver rude (1,5 °C), des vents modérés et des brouillards fréquents en automne et hiver.
Pour la période 1971-2000, la température annuelle moyenne est de 9,8 °C, avec une amplitude thermique annuelle de 16,9 °C. Le cumul annuel moyen de précipitations est de 872 mm, avec 12,3 jours de précipitations en janvier et 9,4 jours en juillet. Pour la période 1991-2020, la température moyenne annuelle observée sur la station météorologique de Météo-France la plus proche, « Kappelkinger_sapc », sur la commune de Kappelkinger à 9 km à vol d'oiseau, est de 10,6 °C et le cumul annuel moyen de précipitations est de 772,6 mm. 
La température maximale relevée sur cette station est de 38,8 °C, atteinte le 25 juillet 2019 ; la température minimale est de −19,6 °C, atteinte le 26 décembre 2010,,.
Les paramètres climatiques de la commune ont été estimés pour le milieu du siècle (2041-2070) selon différents scénarios d'émission de gaz à effet de serre à partir des nouvelles projections climatiques de référence DRIAS-2020. Ils sont consultables sur un site spécial publié par Météo-France en novembre 2022.

## Urbanisme

### Typologie
Au 1er janvier 2024, Altrippe est catégorisée bourg rural, selon la nouvelle grille communale de densité à sept niveaux définie par l'Insee en 2022.
Elle est située hors unité urbaine. Par ailleurs la commune fait partie de l'aire d'attraction de Saint-Avold (partie française), dont elle est une commune de la couronne,. Cette aire, qui regroupe 28 communes, est catégorisée dans les aires de moins de 50 000 habitants,.

### Occupation des sols
L'occupation des sols de la commune, telle qu'elle ressort de la base de données européenne d’occupation biophysique des sols Corine Land Cover (CLC), est marquée par l'importance des territoires agricoles (77,6 % en 2018), en diminution par rapport à 1990 (81 %). La répartition détaillée en 2018 est la suivante : 
zones agricoles hétérogènes (29,1 %), prairies (22,4 %), terres arables (18,5 %), forêts (13,5 %), zones urbanisées (8,9 %), cultures permanentes (7,6 %). L'évolution de l’occupation des sols de la commune et de ses infrastructures peut être observée sur les différentes représentations cartographiques du territoire : la carte de Cassini (XVIIIe siècle), la carte d'état-major (1820-1866) et les cartes ou photos aériennes de l'IGN pour la période actuelle (1950 à aujourd'hui).

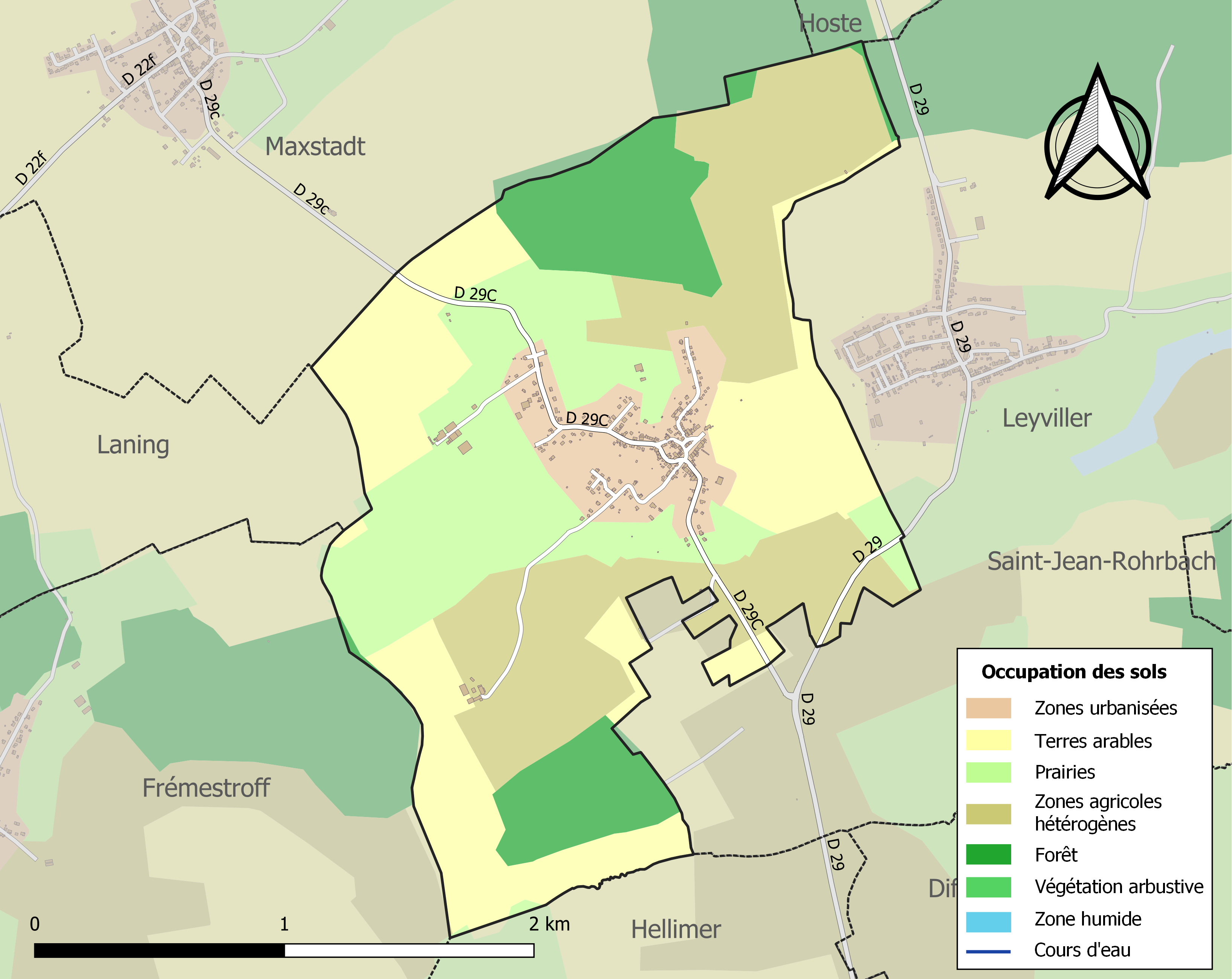
Carte des infrastructures et de l'occupation des sols de la commune en 2018 (CLC).

## Toponymie
Anciennes mentions, : Altruppe (1248), Altruppen (1312), Altroppen (1314), Altrippen (1358), Altrouppen et Altirppen (1544), Oltripen (1627), Altruppe (XVIIIe siècle), Altrippen (1793), Altrippe (1801), Altrip (1871-1918 & 1940-44).

## Histoire
Altrippe dépendait autrefois de l'ancien duché de Lorraine ; elle était une possession de la collégiale Saint-Sauveur de Metz dont l'avouerie appartenait au seigneur de Créhange.
Le village est réuni à Leyviller par décret du 23 janvier 1813, puis érigé de nouveau en commune par ordonnance royale du 12 janvier 1833.

## Politique et administration
| Période                                  | Période   | Identité         | Étiquette | Qualité |
| ---------------------------------------- | --------- | ---------------- | --------- | ------- |
| Les données manquantes sont à compléter. |           |                  |           |         |
| 1989                                     | 2001      | André Molter     |           |         |
| mars 2001                                | mars 2014 | Jean-Paul Schall | DVD       |         |
| mars 2014                                | En cours  | Alain Konieczny  | DVD       |         |

## Démographie
L'évolution du nombre d'habitants est connue à travers les recensements de la population effectués dans la commune depuis 1793. Pour les communes de moins de 10 000 habitants, une enquête de recensement portant sur toute la population est réalisée tous les cinq ans, les populations de référence des années intermédiaires étant quant à elles estimées par interpolation ou extrapolation. Pour la commune, le premier recensement exhaustif entrant dans le cadre du nouveau dispositif a été réalisé en 2006.

En 2022, la commune comptait 368 habitants, en évolution de −4,91 % par rapport à 2016 (Moselle : +0,52 %, France hors Mayotte : +2,11 %).
| 1793 | 1800 | 1806 | 1836 | 1841 | 1861 | 1866 | 1871 | 1875 |
| ---- | ---- | ---- | ---- | ---- | ---- | ---- | ---- | ---- |
| 254  | 235  | 252  | 376  | 361  | 297  | 303  | 300  | 287  |

| 1880 | 1885 | 1890 | 1895 | 1900 | 1905 | 1910 | 1921 | 1926 |
| ---- | ---- | ---- | ---- | ---- | ---- | ---- | ---- | ---- |
| 291  | 268  | 246  | 232  | 219  | 209  | 213  | 215  | 217  |

| 1931 | 1936 | 1946 | 1954 | 1962 | 1968 | 1975 | 1982 | 1990 |
| ---- | ---- | ---- | ---- | ---- | ---- | ---- | ---- | ---- |
| 217  | 207  | 196  | 205  | 240  | 233  | 272  | 308  | 369  |

| 1999 | 2006 | 2011 | 2016 | 2021 | 2022 | - | - | - |
| ---- | ---- | ---- | ---- | ---- | ---- | - | - | - |
| 404  | 431  | 398  | 387  | 369  | 368  | - | - | - |

## Culture locale et patrimoine

### Lieux et monuments

#### Édifices civils
- Vestiges gallo-romains dans la forêt d'Altrippe.
- Présence certaine de vestiges préhistoriques. On peut citer en ce cas la page 48 du « Bulletin de la Société préhistorique française » écrit par T. Welter : « L'abbé Colbus, curé au village d'Altripp, près de Saint-Avold, dans le courant de l'année 1901. Le rapport de ses fouilles est inséré dans l'Annuaire de 1902 de notre Société. Il résulte de son compte-rendu que les mares servaient d'habitations et avaient été creusées à cet effet ; ses fouilles ont été faites avec tant de soin et d'exactitude qu'il ne saurait y avoir, sur ce point, le moindre doute. Le mobilier comprenait des troncs d'arbres brûlés et épointés, des piquets taillés en pointe, des tessons de poteries, du cuir, des boules d'ocres jaunes et de couleur rouge (qui ont pu servir pour le tatouage ou pour peindre des vases). »

#### Édifices religieux
- Église Saint-Pierre, agrandie en 1847 : clocher rond XIIe siècle.
- Calvaire d'Altrippe se trouvant au sud du village. D'après la légende il aurait été construit à cet endroit précis car une bergère y aurait vu l'abbé Colbus, en transe, en lévitation. Ce lieu est toujours utilisé pour les fêtes religieuses de Pâques par exemple.  Un site internet est en cours de fabrication voici l'adresse.  http://calvaire-d-altrippe.simplesite.com

### Personnalités liées à la commune
- Colonel Joseph Doudot (Altrippe 1902-Altrippe 1980), figure légendaire du contre espionnage français[19].

### Héraldique
| Blason de Altrippe | Blason  | De gueules à l'agneau pascal d'argent brochant deux clefs d'or posées en sautoir à la terrasse d'argent. |
| Blason de Altrippe | Détails | L'agneau rappelle la collégiale de Saint-Sauveur de METZ, qui avait des biens à ALTRIPPE ; les clefs sont l'emblème de Saint Pierre, patron de la paroisse. La terrasse ondée évoque le nom de la localité (Alata ripa, Haute rive). Note : Sur les enveloppes de la mairie, la terrasse ondée est réduite à une tierce ondée entre les anneaux des clés. |

## Pour approfondir